# Puente del Magdalen
El Magdalen Bridge es un puente de piedra sobre el río Cherwell situado al este de la ciudad de Oxford (Inglaterra). El puente se encuentra situado junto al Magdalen College, del que recibe su nombre, y conecta High Street (una de las calle principales del centro de la ciudad), con los barrios del este de Oxford.

## Antecedentes

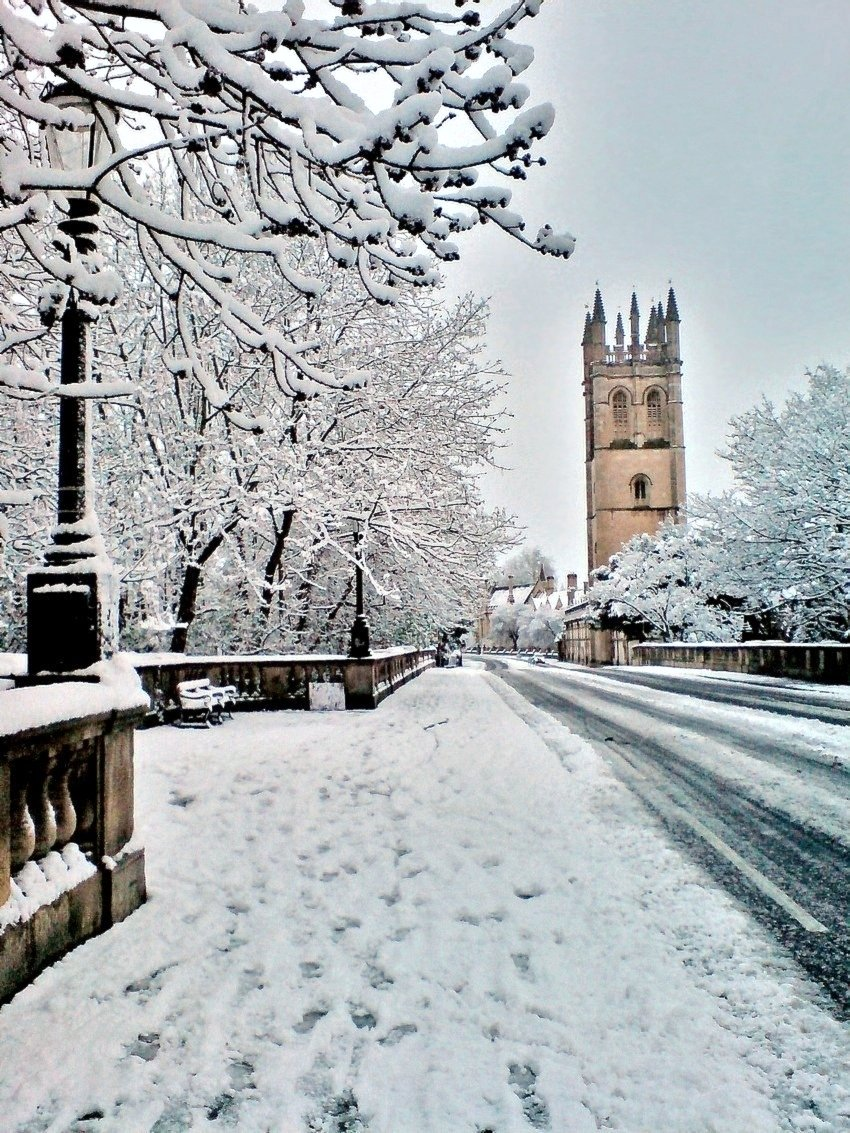
Vista del puente con la torre del Magdalen College al fondo.

Esta zona del Cherwell ha sido usada como vado desde tiempos inmemoriales. La primera referencia conocida de un puente en esta zona se remonta al año 1004 y originalmente se debía de tratar de una estructura de pilas de madera o de un puente levadizo. Ya en el siglo XVI un puente de piedra medieval había sustituido al de madera. Este puente tenía una longitud aproximada de 1500 pies (457 metros) y estaba formado por veinte arcos. Ya en la década de 1770 el puente de piedra resultaba demasiado estrecho para el creciente tráfico de la ciudad debido a que su ancho no permitía el cruce seguro de dos vehículos. Además, la estructura estaba mostrando problemas de estabilidad debido a la combinación de dos factores: una generalizada falta de mantenimiento y los efectos negativos producidos por las riadas regulares en el río. Finalmente, algunos de los arcos del lado oeste cedieron durante las crecidas de febrero de 1772, dejando el puente en un estado irreparable.

## El puente nuevo

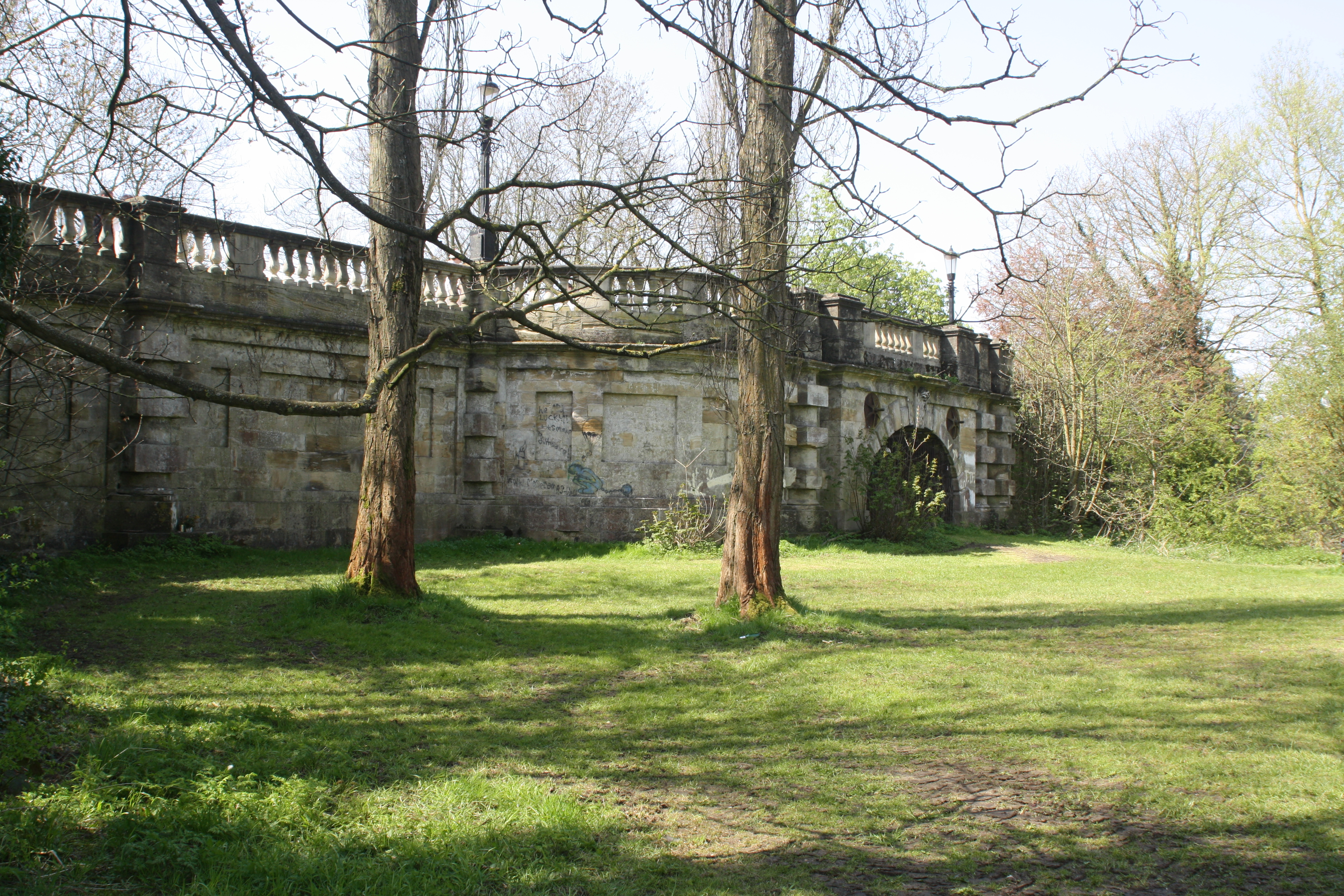
Vista (desde aguas arriba) de la zona central del puente, incluyendo el arco elíptico.

El puente actual fue diseñado por John Gwynn de Shrewsbury con una longitud parecida a la del puente anterior. El puente lo forman un total de once arcos de diferentes dimensiones como se explica a continuación. Para salvar cada uno de los dos ramales del río se disponen de tres arcos semicirculares grandes más dos arcos pequeños a ambos lados del cauce, originalmente diseñados para los caminos de sirga. Un arco elíptico central, el único existente en la larga zona central apoyada sobre la isla, completa la estructura. Este arco, actualmente cerrado con una reja y usado como almacén de canoas de remos, solo permite el paso de caudales cuando la isla se inunda. Los planos originales del puente se encuentran en la Biblioteca Británica, 1802 c.17, vol. 2, and King's Maps xxxvi, 33 (1).
El puente, construido entre 1772 y 1790 por John Randall, tenía originalmente una anchura de 27 pies (8.2 metros) e incluía un carril único y dos aceras a los lados. Aunque el puente fue abierto al tráfico a finales de 1778, un nuevo diseño para la balaustrada y el remate de las obras en la esquina suroeste no finalizaron hasta 1782 y 1790 respectivamente.
El diseño original de Gwynn incluía una decoración grandilocuente de la balaustrada con esculturas y esfinges, que a pesar de haber sido encargadas en 1778 a Henry Webber fueron finalmente descartadas en 1782.
A pesar de una fuerte oposición por parte de miembros de la Universidad de Oxford, el puente fue ensanchado 20 pies (6.1 metros) en 1882 para acomodar los raíles de una nueva línea de tranvía. A pesar de esta intervención el resto del diseño del puente no fue alterado.

## Información anecdótica

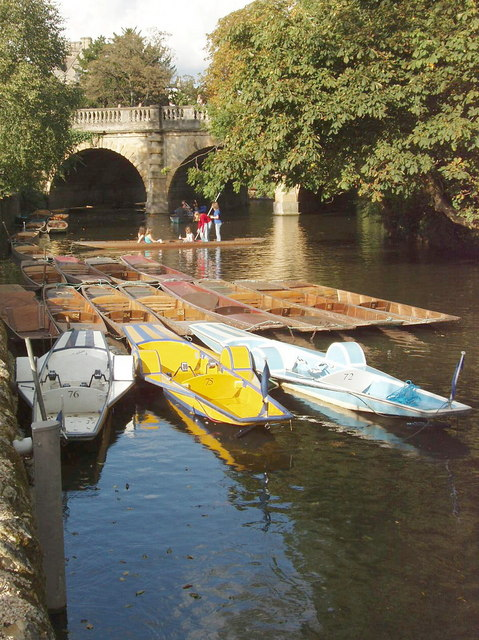
"Punts" en el Magdalen Bridge.

Cerca del puente se hallan el Magdalen College con su imponente torre, el Jardín Botánico de la Universidad de Oxford y el Magdalen College School. A su vez, es posible alquilar "punts" (típicas barcas de fondo plano muy populares en Oxford y Cambridge) en un pequeño embarcadero situado entre el puente y el Magdalen College.
El puente es el lugar de concentración de un gran número de personas cada mañana del primero de mayo para escuchar el tradicional concierto del coro del Magdalen College desde lo alto de la torre. En los últimos años se ha desarrollado una nueva tradición entre los estudiantes de saltar al río desde el puente, a pesar del riesgo que esto conlleva debido a la poca profundidad de las aguas en la zona. Para evitar esta situación actualmente el puente se cierra sistemáticamente cada mañana del primero de mayo.

## Fotografías antiguas
- Oxfordshire Heritage Search (enlace roto disponible en Internet Archive; véase el historial, la primera versión y la última). (Para ver fotos antiguas del puente escribe "Magdalen Bridge" y entra en el Oxfordshire Photographic Archive).